# Аракелян, Кнарик Арсеновна
Кнарик Арсеновна Аракелян (азерб. Knarik Arsenovna Arakelyan, арм. Քնարիկ Առաքելյան; 20 мая 1921, Шушинский уезд — 1996, Армения) — советская ткачиха, Герой Социалистического Труда (1971).

## Биография
Родилась 20 мая 1921 года в селе Сарушен Шушинского уезда Азербайджанской ССР (ныне село Дагустю Ходжалинского района/село в Аскеранском районе непризнанной НКР).
С 1937 года ткачиха Карабахского шёлкового комбината имени 26 Бакинских комиссаров города Степанакерт. Инициатор движения за работу на нескольких станках сразу на комбинате, благодаря предложению Аракелян, комбинат перевыполнил план в 1970 году.
Указом Президиума Верховного Совета СССР от 5 апреля 1971 года за выдающиеся успехи в досрочном выполнении заданий пятилетнего плана и большой творческий вклад в развитие производства тканей, трикотажа, обуви, швейных изделий и другой продукции лёгкой промышленности Аракелян Кнарик Арсеновне присвоено звание Героя Социалистического Труда с вручением ордена Ленина и золотой медали «Серп и Молот».
Активно участвовала в общественной жизни Азербайджана. Член КПСС с 1944 года. Делегат XXIII съезда КПСС, XXIX съезда ЛКСМ Азербайджана. В 1966—1970 годах член ЦК КП Азербайджана.
Скончалась в 1996 году.